# 中华人民共和国新闻出版总署
中华人民共和国新闻出版总署（简称新闻出版总署）和中华人民共和国国家版权局（简称国家版权局）一个机构两块牌子，是已撤销的中华人民共和国国务院正部级直属机构，主管新闻出版事业与著作权管理工作。中华人民共和国国家版权局是中华人民共和国最高的著作权行政管理部门，也是最高的著作权行政执法机关。

## 沿革

### 建国初期
1949年2月23日成立中共中央宣传部出版委员会，为中共中央宣传部主管出版事业的工作机构，黄洛峰任主任。北平和平解放后，机构设在东总布胡同10号。1949年11月，中央人民政府出版总署成立后，改制为出版总署出版局，黄洛峰任局长。
中华人民共和国成立后，依据《中华人民共和国中央人民政府组织法》第十八条的规定，中央人民政府政务院下设中央人民政府新闻总署、中央人民政府出版总署。1949年10月19日，中央人民政府委员会第三次会议通过任命：胡乔木任新闻总署署长，范长江、萨空了任副署长；胡愈之任出版总署署长，叶圣陶、周建人任副署长。出版总署由华北人民政府教育部所属教科书编审委员会、中共中央领导的中共中央宣传部出版委员会和新华书店编辑部三部分组合而成。
根据政务院的决定，1952年2月撤销新闻总署，原新闻总署各部门工作归并到其他单位。如原新闻总署国际新闻局的对外宣传、出版等工作另设外文出版社办理，归并出版总署。
1954年，中华人民共和国国务院成立。1954年11月16日，国务院发出通知：依照《中华人民共和国国务院组织法》第二条的规定，国务院不设立出版总署，出版总署管理的出版行政业务划归文化部。
1954年12月1日，正式设立文化部出版事业管理局。该机构持续到1969年9月，后被“国务院出版口”取代。

### 文革时期
1966年5月“文化大革命”开始后，大量出版毛泽东著作随即成为全国出版部门的首要任务。新的文化部党委于1966年6月30日向中央上报《关于加速印制毛主席著作的请示报告》，该报告根据中宣部部长陶铸提出的“停印可以不出的书刊，大量印制毛主席著作”的指示，提出了拟采取的“革命措施”。7月12日到16日，文化部在北京召开“毛主席著作印制工作会议”，以落实1966、1967年大量印制毛主席著作的计划。8月8日，全国报纸均在头版头条刊登新华社消息《中共中央决定大量出版毛主席著作》。12月10日，文化部党委向中央写报告，称根据向各省、自治区、直辖市调查，1967年全国印制《毛泽东选集》的计划可以达到8000万部，但仅能落实6000万部的纸张，希望中央指示有关部门解决。12日陶铸批：“已告中宣部明年出版主席选集8000万部，并争取超过，请总理批示。”13日总理周恩来批：“同意。即送富春、秋里阅办。”1967年1月4日，周恩来在北京工人体育场接见全国文艺界、教育界、体育界、新闻出版界10万人参加的群众大会上称，“告诉大家一个好消息：去年《毛泽东选集》印了3000万套，今年打算印8000万套。”正式宣布1967年印制8000万部的计划。
1967年1月10日，文化部出版事业管理局在北京民族饭店召开“第二次全国毛主席著作印制计划会议”的筹备会，全国除西藏外，各省、自治区、直辖市出版部门及中央有关部门的代表40多人出席。会议开到第六天就被人民出版社一个群众组织“造反”而匆忙收场。
1月22日，《人民日报》发表“首都出版系统革命造反委员会、上海工人革命造反总司令部、首都红卫兵革命造反总司令部（第三司令部）、《人民日报》遵义红旗战斗团等22个群众组织的联合宣言，同时发表人民日报评论员短评《出版毛主席著作的大权我们掌》。
1月26日晚，王力在人民大会堂山东厅接见人民出版社和北京新华印刷厂等单位的“造反”组织代表。江青、陈伯达参加接见，江青说：“你们夺权夺得好！”上海一位出版系统“造反派”代表在汇报中称：“轻工业部太不像话，把做鞋底的塑料放在第一位，把印《毛泽东选集》用的塑料放在第六位，要造轻工业部的反。”江青答：“这个反应该造。”
1月27日，北京、上海26个“造反”组织组成的“全国革命造反派出版毛主席著作委员会筹备委员会”印发“第一号通告”宣布，筹委会已于1月23日在北京成立，宣告“彻底砸烂旧文化部、旧出版局，出版、印刷、发行毛主席著作的一切大权归这个委员会。”“任何人胆敢阻挠、破坏毛主席著作的出版，以现行反革命查处！”
2月12日，中共中央、国务院发出通告，决定取消一切“全国性组织”。筹委会领导即请示王力，14日王力秘书用电话传达王力的意见：“你们可以改变组织形式，继续工作。”“机构要小一些。”关锋在旁说：“我们‘中央文革’还是小组嘛，你们是否叫印刷小组？”筹委会领导回答，叫“印制小组”好一些。关锋说可以，筹委会乃取消“全国”两字，改称“革命造反派印制毛主席著作小组”（简称“印制小组”）。3月6日下午，王力秘书给印制小组打电话传达中央首长批示：《毛选》注释、出版、印刷一切事宜权力都属于中央。印制小组随即结束。
4月30日晚，周恩来在中南海小礼堂接见中央各机关各派代表，在讲话中称：“文教口已经拆散，中央文革小组直接管中宣部、文化部、教育部、新华社。中央文革小组下设宣传出版、艺术电影、教育三组。出版局属出版组管。”
1967年5月11日，“毛主席著作出版办公室”成立。在“中央文革小组宣传组办公室”印发给中央有关部委、军队、新闻单位和各省、市、自治区革命委员会（筹备小组）、军管会的通知中称：“根据中央文革小组关于旧文化部出版局及所属单位归中央文革宣传组管理的决定，为了使原出版局一些急需办理的业务、行政工作照常进行，暂定由毛主席著作出版办公室代行原出版局的领导职权。”自1967年5月11日起，新闻出版用纸的计划分配和管理工作由“毛主席著作出版办公室”主管。
参加“毛主席著作出版办公室”的工作人员前后有变动，工作时间较长的有13人：负责人常工（人民出版社）；秘书组：朱大林（组长，国家计委文教局）、吴承琬（人民出版社）、苗淑德（文化部办公厅）；印制组：李英才（组长，科学出版社）、方厚枢（文化部出版局）、安长春（人民出版社）、佟庆福（中国印刷公司）、崔福海（新华书店北京发行所）；物资组：张安定（组长，国家计委轻工局）、陈明勋（北京纸张供应站）、翟泽东（北京新华印刷厂）、左英明（人民教育印刷厂）。1968年12月底，“首都工人、解放军毛泽东思想宣传队”五人进驻办公室，分别是中国人民解放军政治学院的王济生、刘梅、刘希政和北京新华印刷厂的王淮章、田守维，由王济生负责。
毛主席著作出版办公室的首要任务是1967年出版《毛选》（一至四卷）8000万部。7月24日，国务院、中央军委、中央文革小组联名转发中央文革宣传组《关于出版用纸生产和供应情况的通知》，决定“对几个重要的造纸厂（如汉阳、宜宾、江西等造纸厂）即由所在地实行军事管制”；“严格控制各高等院校小报发行数量，由各地革命委员会或筹备小组、军管会或军区负责”等措施。该时期不少省、市建立了毛主席著作出版办公室或类似机构，出版机构瘫痪的局面逐步改善。10月4日，毛主席著作出版办公室向中央文革小组写了《〈毛泽东选集〉8000万部计划执行情况的报告》，提出“加强领导，突出重点，确保物资供应，狠抓装订，重视质量”五点建议。10月27日，中共中央、中央文革小组联名向全国发出《中共中央文件》，要求各级领导部门“加强领导，加强协作，保证高质量、高速度地完成全年8000万部的出版计划”。到12月20日，8000万部计划提前超额完成。
毛主席著作出版办公室成立后，上下联系工作均经中央文革宣传组的联络员传达，有些要由各省、市、区办理的事宜则由办公室发文或打电话通知。1967年10月中旬中央文革宣传组撤销后，改为通过中央文革负责与该办公室联系的联络员（解放军）传达。办公室就出版工作向中央文革的请示报告，主要由陈伯达、姚文元批复，或由联络员口头传达。1969年9月，周恩来开始过问该办公室工作。22日，国务院值班室主任吴庆彤来到办公室传达周恩来关于《毛选》第五卷出版工作的指示，并了解第五卷出版准备情况，办公室负责人汇报后提出希望周恩来对办公室工作给予指示。
1970年5月，成立“国务院出版口”。1970年10月，根据周恩来指示，“毛主席著作出版办公室”并入“国务院出版口”，该办公室工人、解放军毛泽东思想宣传队负责人王济生出任出版口五人领导小组组长。1973年5月12日，国务院出版口领导小组组长徐光霄向国务院呈送了《关于改进内部发行图书供应办法的请示报告》，内部发行图书扩大到地市级干部、全国人大常委、全国政协常委、相关领域的研究人员。
1973年7月，国家出版事业管理局成立，属国务院领导。局设6人组成的领导小组，徐光霄任组长，下设政治部、出版部、印刷部、办公室、计财室，人员60人。1973年9月26日，国家出版事业管理局正式成立。1975年9月，国务院发出通知，增设国家出版事业管理局为国务院直属机构。1976年10月后，国家出版事业管理局的领导班子和职能机构调整。到1981年，局机关下设政治部、出版部、印刷部、研究室、办公室、计财室，编制100人。
1980年10月22日成立中国出版对外贸易总公司（简称“版图公司”），直属于国家出版事业管理局。

### 改革开放
1982年5月4日第五届全国人大常委会第二十三次会议通过的《关于国务院部委机构改革实施方案的决议》规定，“将文化部、对外文化联络委员会、国家出版事业管理局、国家文物事业管理局、外文出版发行事业局合并，设立文化部。”1982年11月，经国务院批准，文化部机关设文化部出版事业管理局等19个司局级机构。
1985年6月28日，文化部呈报国务院，建议在文化部设国家版权局。7月25日，国务院批复同意文化部的建议；同时决定将文化部出版事业管理局改称国家出版局。国家出版局与国家版权局为一个机构两块牌子，仍由文化部领导。国家版权局局长由国家出版局局长兼任。第一任国家版权局局长是边春光。
1986年10月6日，《国务院关于恢复国家出版局为国务院直属局建制的通知》（国发〔1986〕93号）称，“为了加强对全国出版工作的领导和管理，国务院决定将文化部所属国家出版局恢复为国务院直属机构。……保留国家版权局的名义。”国家版权局与国家出版局仍为一个机构、两块牌子。
1986年12月上旬，宋木文接到中共中央任命他为国家出版局党组书记、局长，免去文化部副部长、党组成员职务的通知。12月中旬，宋木文赴广西南宁主持召开全国出版局(社)长会议。会议期间，北京来电话称，中央决定撤销国家出版局，重新组建国家新闻出版局，以加强对新闻出版工作的管理、审批和检查。这时国家出版局仅任命有局长宋木文一人，宋木文乃受命组建新机构。他想到建国初期中央人民政府设有新闻总署、出版总署，建议按该名称和模式建立新闻出版总署。讨论时，国家编委人员提出称“署”而不称“总署”，国务院秘书长陈俊生也同意不加“总“字，并表示带有“总”字的如海关总署、民航总局均实行中央对地方垂直领导，新闻出版不属这类体制。
1987年1月13日，《国务院关于成立新闻出版署的通知》（国发〔1987〕3号）称，国务院决定撤销国家出版局，设立国务院直属机构中华人民共和国新闻出版署，负责全国新闻出版事业的管理工作；保留国家版权局，仍为一个机构、两块牌子。新闻出版署的主要任务是：“制定新闻出版、版权等方面的法律、法令和规章制度，对全国新闻、出版、印刷、发行和版权工作进行管理，保证社会主义新闻出版和版权事业的健康发展。”新闻出版署机关设办公室、政策研究室、期刊管理局、报纸管理局、图书管理局、印刷管理局、发行管理局、计划财务司、人事教育司、国家版权司和直属机关党委、直属机关纪委，并设有5个直属处，编制300人。
1987年在青岛召开全国版权工作座谈会，确定了地方版权管理机关的任务。1990年，《中华人民共和国著作权法》颁布，1991年起实施。1989年成立了全国“扫黄打非”工作办公室的前身，设在新闻出版署。
1988年国务院机构改革，国家机构编制委员会重新审定了新闻出版署的职能、机构和编制。新闻出版署（国家版权局）的主要职能是：“制定新闻出版、版权等方面的法律、法令和规章制度，对全国新闻、出版、印刷、发行和版权工作进行管理，保证社会主义新闻出版和版权事业的健康发展。”内设办公室、政策法规司、报纸管理司、期刊管理司、图书管理司、音像管理司、技术发展司、发行管理司、版权司、计划财务司、人事教育司、外事司和机关党委，机关行政编制350人（含工勤人员）。
1993年国务院机构改革，根据八届全国人大一次会议批准的国务院机构改革方案和《关于国务院机构设置的通知》，中华人民共和国新闻出版署和中华人民共和国国家版权局一个机构两块牌子，是国务院直属机构。新闻出版署主管全国新闻出版事业；国家版权局主管全国著作权管理工作，代表国家处理涉外著作权关系。在著作权管理上，国家版权局对内对外单独行使职权。根据中共中央“两手抓，两手都要硬”方针，在职能转变中要从对新闻出版活动的微观管理转向对全行业的宏观管理，从集中管理转向中央和地方分级管理；要加强新闻、出版、著作权立法，强化监督职能；将具体事务性职能下放或转给直属单位、地方、行业协会。机关内设办公室（对外可用法规司印章）、图书管理司、报纸管理司、期刊管理司、音像管理司、发行管理司、技术发展司、计划财务司、人事教育司、对外合作司、版权司和机关党委，机关行政编制265人。另设纪检、监察、审计等派驻机构及后勤、老干部服务机构，编制另行核定。
1998年3月，根据九届全国人大一次会议批准的国务院机构改革方案和《国务院关于机构设置的通知》，继续设国家新闻出版署（国家版权局），是国务院主管新闻出版事业和著作权管理的直属机构。在著作权管理上以国家版权局名义对外单独行使职权。内设办公室（政策法规司、计划财务司）、图书出版管理司（古籍整理出版规划办公室）、报纸期刊出版管理司、音像和电子出版物管理司、出版物发行管理司（出版物市场“扫黄”“打非”办公室）、印刷业管理司（科技发展司）、人事教育司、对外合作司、版权管理司和机关党委，机关行政编制145人。另设离退休干部工作机构、后勤服务机构，编制另行核定。 
2001年，新闻出版署由副部级升格为正部级单位，改称中华人民共和国新闻出版总署，与国家版权局仍为一个机构、两块牌子。2001年4月7日，新闻出版署召开署直系统干部大会，中共中央组织部副部长张柏林宣布了中共中央、国务院关于新闻出版署升格为正部级单位，名称为“中华人民共和国新闻出版总署”，仍为国务院直属机构的决定，中共中央宣传部常务副部长刘云山讲话。2001年4月30日，《国务院关于国家工商行政管理局新闻出版署国家质量技术监督局国家出入境检验检疫局机构调整的通知》（国发〔2001〕13号）发出，“将中华人民共和国新闻出版署（中华人民共和国国家版权局）调整为中华人民共和国新闻出版总署（中华人民共和国国家版权局），升格为正部级，为国务院直属机构。”2001年12月13日，国务院总理朱镕基来到新闻出版总署考察工作，指出中共中央、国务院决定将新闻出版总署升格为正部级单位，是深化政府机构改革、转变政府职能的重要步骤。
2008年7月11日，《国务院办公厅关于印发国家新闻出版总署（国家版权局）主要职责内设机构和人员编制规定的通知》（国办发〔2008〕90号）印发的《国家新闻出版总署（国家版权局）主要职责内设机构和人员编制规定》称，“根据《国务院关于机构设置的通知》（国发〔2008〕11号），设立国家新闻出版总署（国家版权局）（正部级），为国务院直属机构。”
2008年底，位于宣武门外大街的新闻出版总署新办公楼投入使用。2009年1月16日，中共中央政治局常委李长春，中共中央政治局委员、中央书记处书记、中央宣传部部长刘云山，中共中央政治局委员、国务委员刘延东等来到刚投入使用的新办公楼考察工作，听取了新闻出版总署署长柳斌杰的工作汇报。
2013年3月，十二届全国人大一次会议批准《国务院机构改革和职能转变方案》和《国务院关于机构设置的通知》（国发〔2013〕14号），将新闻出版总署、国家广播电影电视总局的职责整合，组建中华人民共和国国家新闻出版广电总局，加挂国家版权局的牌子。

## 职责
2008年《国家新闻出版总署（国家版权局）主要职责内设机构和人员编制规定》规定的主要职责是：
1. 起草新闻出版、著作权管理的法律法规草案，拟订新闻出版业的方针政策，制定新闻出版、著作权管理的规章并组织实施。
2. 制定新闻出版事业、产业发展规划、调控目标和产业政策并指导实施，制定全国出版、印刷、复制、发行和出版物进出口单位总量、结构、布局的规划并组织实施，推进新闻出版领域的体制机制改革。
3. 监管出版活动，组织查处严重违规出版物和重大违法违规出版活动，指导对从事出版活动的民办机构的监管工作。
4. 负责对新闻出版单位进行行业监管，实施准入和退出管理。
5. 负责出版物内容监管，组织指导党和国家重要文件文献、重点出版物和教科书的出版、印制和发行工作，制定国家古籍整理出版规划并承担组织协调工作。
6. 负责对互联网出版活动和开办手机书刊、手机文学业务进行审批和监管。
7. 拟订出版物市场“扫黄打非”计划并组织实施，组织查处非法出版物和非法出版活动的大案要案。
8. 拟订出版物市场的调控政策、措施并指导实施，指导对出版物市场经营活动的监管工作。
9. 负责全国新闻单位记者证的监制管理，负责国内报刊社、通讯社分支机构和记者站的监管，组织查处重大新闻违法活动。
10. 负责印刷业的监管。
11. 负责著作权管理工作，组织查处有重大影响的著作权侵权案件和涉外侵权案件，负责处理涉外著作权关系和有关著作权国际条约应对事务。
12. 组织开展新闻出版和著作权对外交流与合作的有关工作，负责出版物的进口管理工作，协调、推动出版物的进出口。
13. 承办党中央、国务院交办的其他事项[13]。

## 机构设置
2008年《国家新闻出版总署（国家版权局）主要职责内设机构和人员编制规定》规定，国家新闻出版总署（国家版权局）设12个内设机构（正司局级）：
- 办公厅（财务司）：督促协调总署重大事项的贯彻落实；负责文电、会务、机要、档案等机关日常运转工作和信息、保密、信访工作；负责机关财务、直属单位行政事业经费、专项资金和内部审计工作；负责新闻出版系统的统计工作。
- 法规司：起草新闻出版、著作权管理的法律法规草案；起草、审核新闻出版和著作权管理的规章和规范性文件；承办总署行政处罚和行政强制文书的审核工作，承办总署行政处罚听证、行政复议和行政应诉事项；承担总署有关重要文件起草和调研工作。
- 综合业务司：组织协调总署行政审批工作；承办出版（含互联网出版）单位、有关出版物复制单位和总发行单位设立、变更的审批工作；承办新办报纸、期刊、国内媒体分支机构及报刊变更的审批工作；对网络文学、网络书刊和游戏出版物的网上出版发行进行前置审批，对开办手机书刊、手机文学业务进行审批；承办设立中外合资、合作和外商独资出版物分销企业以及出版物进口单位设立的审批工作；指导新闻出版行政审批改革工作。
- 出版产业发展司：拟订新闻出版业发展改革的方针政策；承办报业、出版和发行集团改革方案的审批工作；拟订新闻出版业和印刷业的发展规划、调控目标和产业政策；参与拟订新闻出版业和印刷业的有关政策和调控措施；制定印刷业总量、结构、布局的规划并组织实施。
- 新闻报刊司：拟订报纸和期刊总量、结构、布局的规划并组织实施；负责对报纸（报社）和期刊（刊社）出版活动的监管；承办报纸和期刊重大选题的备案工作；组织对报纸、期刊内容的审读和舆情分析工作；调控报刊结构和刊号总量；承担全国新闻单位记者证的监制审核、发放、备案和管理工作；承担国内报刊社、通讯社分支机构和记者站的监管，组织查处重大新闻违法活动。
- 出版管理司（古籍整理出版规划办公室）：拟订图书、音像、电子出版单位总量、结构、布局的规划并组织实施；承办出版单位年度出版计划和重大选题的备案工作；组织指导涉及党和国家重要文件文献、重点出版物和教科书的出版工作；组织对图书的审读和对音像制品、电子出版物的审听审看；承办国家古籍整理出版规划的组织协调工作；审查进口音像制品；负责对出版境外著作权人授权的电子出版物进行审批；组织调控出版物品种及书号、版号总量；指导对从事出版活动民办机构的监管工作。
- 印刷发行管理司：拟订出版物印刷、复制、发行单位总量、结构、布局的规划；负责对出版物的出版、印刷、复制和发行的监管，组织查处严重的违规出版物和重大违法违规出版活动；承办国家限制进口印刷设备的审核工作；组织指导党和国家重要文件文献、重点出版物和教科书的印制、发行工作；推进新闻出版领域公共服务，指导和组织实施农家书屋、社区书屋工程。
- 科技与数字出版司：拟订新闻出版业科技发展规划并指导实施；组织、协调新闻出版业的科技进步工作；制定新闻出版业和印刷业行业标准并组织监督检查；制定互联网和数字出版的相关行业标准；负责对出版境外著作权人授权的互联网游戏作品进行审批，对网络文学、网络书刊进行监管，对开办手机书刊、手机文学业务进行监管；对网络和数字出版的出版内容、出版活动实施监管；拟订互联网出版和数字出版发展规划、管理措施并组织实施。
- 反非法和违禁出版物司（全国“扫黄打非”工作办公室）：拟订出版物市场和互联网“扫黄打非”的方针政策和计划并组织实施；组织、协调“扫黄打非”集中行动和跨部门、跨地区的“扫黄打非”工作；组织查处非法出版物和非法出版活动的大案要案；承办打击侵权盗版和“扫黄打非”举报奖励的有关工作。承担全国“扫黄打非”工作小组的日常工作。
- 版权管理司：拟订著作权管理、保护和使用的政策；组织推进软件正版化工作；承办设立著作权集体管理机构审批并指导其工作；监管作品的著作权登记和法定许可使用作品的工作，承担国家享有著作权作品的管理和使用；组织查处重大著作权侵权案件；承办著作权涉外条约有关事宜；处理涉外及涉港澳台的著作权关系；监管涉外著作权贸易、外国作品著作权认证及作品自愿登记工作；承办指定国（境）外著作权认证机关、外国和国际著作权组织在华设立代表机构的审批工作。
- 对外交流与合作司（港澳台办公室）：承办新闻出版和著作权方面的对外及对港澳台的交流与合作事务；承办政府间文化协定中有关新闻出版、著作权项目的执行工作；指导、协调出版物来华（进境）展览、展销和进口管理的工作；制订出版“走出去”的方针、规划，组织、推动出版物的出口。
- 人事司：负责机关的人事管理和直属单位署管干部的管理工作；负责机关和直属事业单位机构编制、劳动工资及相关人事工作；拟订并组织实施新闻出版行业人才队伍建设规划，会同有关主管部门指导从业人员职业资格管理和职业技能鉴定工作。
- 机关党委：负责机关和直属单位的党群工作。
- 离退休干部工作办公室：负责机关离退休干部工作，指导直属单位的离退休干部工作[13]。

## 历任领导

### 文化部出版事业管理局
| 局长 - 黄洛峰（1954年11月－1958年） - 王益（1958年－？） - 陈翰伯（1964年－文革） 副局长 - 王益（1954年11月－1958年） |

### 毛主席著作出版办公室
| 负责人 - 常工（1967年5月－1968年12月） - 王济生（1968年12月－1970年10月，工、军宣队负责人） |

### 国务院出版口
| 负责人 - 王济生（1970年－？） |

### 国家出版事业管理局
| 局长 - 徐光霄（1973年7月－1975年9月，领导小组组长） - 石西民（1975年9月－1977年5月） - 王匡（1978年3月－6月） - 陈翰伯（1978年7月－1982年4月，代理） 副局长 - 王益（1978年－？） | 党的核心小组组长 - 徐光霄（？－1977年5月） 党组书记 - 王匡（1978年3月－6月） - 陈翰伯（1978年7月－1982年4月，代理） 党组成员 - 王益（1978年－？） |

### 文化部出版事业管理局
| 局长 - 边春光（1982年－1986年，兼国家版权局局长） 副局长 - 宋木文（1982年－1986年，副局长、代局长） - 刘杲（？－1986年） |

### 国家出版局
| 局长 - 宋木文（1986年11月－1987年1月） | 党组书记 - 宋木文（1986年11月－1987年1月） |

### 新闻出版署
| 署长 - 杜导正（1987年1月－1989年7月） - 宋木文（1989年7月－1993年5月，兼国家版权局局长） - 于友先（1993年5月－1998年3月5日，兼国家版权局局长） - 石宗源（2000年10月5日－2001年3月，兼国家版权局局长） 副署长 - 王强华（1987年4月－1993年9月） - 宋木文（1987年－1989年7月，兼国家版权局局长） - 刘杲（1987年－1993年12月，兼国家版权局副局长） - 于永湛（1990年9月－2001年3月） - 桂晓风（1991年－2001年3月） - 谢宏（？－？） - 杨牧之（1995年12月－2001年3月） | 党组书记 - 杜导正（1987年3月－1989年6月） - 宋木文（1989年6月－1993年9月） - 于友先（1993年9月－1998年3月） - 石宗源（2000年9月－2001年3月） 党组副书记 - 宋木文（1987年－1989年6月） - 刘杲（1987年－1993年12月） 党组成员 - 于永湛（1987年3月－2001年3月，1990年9月前兼秘书长） - 王强华（1987年4月－1993年9月） - 桂晓风（1991年－2001年3月） - 张伯海（1991年－1997年，1994年前兼期刊管理司司长） - 刘有志（？－？，署党组纪检组组长；？－？，驻署纪检组组长） - 杨牧之（1993年9月－2001年3月，1995年12月前兼图书司司长） - 谢宏（？－？） - 石峰（1995年12月－2001年3月，兼办公室主任） - 沈仁干（1995年－2001年3月，国家版权局专职副局长） |

### 新闻出版总署
| 署长 - 石宗源（2001年3月30日－2005年12月21日，兼国家版权局局长） - 龙新民（2005年12月21日－2007年4月23日，兼国家版权局局长） - 柳斌杰（2007年4月23日－2013年3月，兼国家版权局局长） 副署长 - 于永湛（2001年3月30日－2006年12月9日） - 桂晓风（2001年3月30日－2004年11月10日） - 杨牧之（2001年3月30日－2003年5月1日） - 柳斌杰（2002年4月14日－2007年4月23日） - 石峰（2003年1月29日－2006年12月9日） - 邬书林（2004年11月10日－2013年3月） - 李东东（2006年12月9日－2011年12月2日） - 阎晓宏（2006年12月9日－2013年3月，兼国家版权局专职副局长） - 孙寿山（2006年12月9日－2013年3月） - 蒋建国（2008年11月6日－2013年3月） - 焦利（2011年12月2日－2012年10月） | 党组书记 - 石宗源（2001年3月－2005年12月） - 龙新民（2005年12月－2007年4月） - 柳斌杰（2007年4月－2012年9月） - 蒋建国（2012年9月－2013年3月） 党组副书记 - 柳斌杰（2006年11月28日－2007年4月） - 蒋建国（2008年10月－2012年9月） 党组成员 - 于永湛（2001年3月－2006年11月28日） - 桂晓风（2001年3月－2004年11月） - 杨牧之（2001年3月－2003年5月） - 石峰（2001年3月－2006年11月28日，2003年1月前兼办公室主任） - 沈仁干（2001年3月－2004年5月，国家版权局专职副局长） - 任泽民（2001年6月－2005年2月，驻总署纪检组组长） - 柳斌杰（2002年3月－2006年11月28日；2012年9月－2013年3月） - 阎晓宏（2004年5月－2013年3月） - 邬书林（2004年10月－2013年3月） - 王立英（2005年－2008年，驻总署纪检组组长） - 李东东（2006年11月28日－2011年12月） - 孙寿山（2006年11月28日－2013年3月） - 宋明昌（2008年12月－2013年3月，驻总署纪检组组长） - 焦利（2011年12月－2012年10月） |

## 中央纪委驻新闻出版总署纪检组
1990年代，在中国共产党新闻出版署党组纪检组的基础上，成立中央纪委驻新闻出版署纪检组。2001年改为中央纪委驻新闻出版总署纪检组（监察部驻新闻出版总署监察局），是中央纪委监察部派出机构。
| 组长 - 刘有志（？－2001年，驻新闻出版署纪检组组长） - 任泽民（2001年6月－2005年2月） - 王立英（2005年－2008年） - 宋明昌（2008年12月－2013年3月） 副组长 …… - 韩传录（？－？，副组长兼监察局局长） - 陈毓江（？－2013年3月，副组长兼监察局局长） | 正局级纪律检查员 副局级纪律检查员 |